# 嘉陽炭鉱鉄道

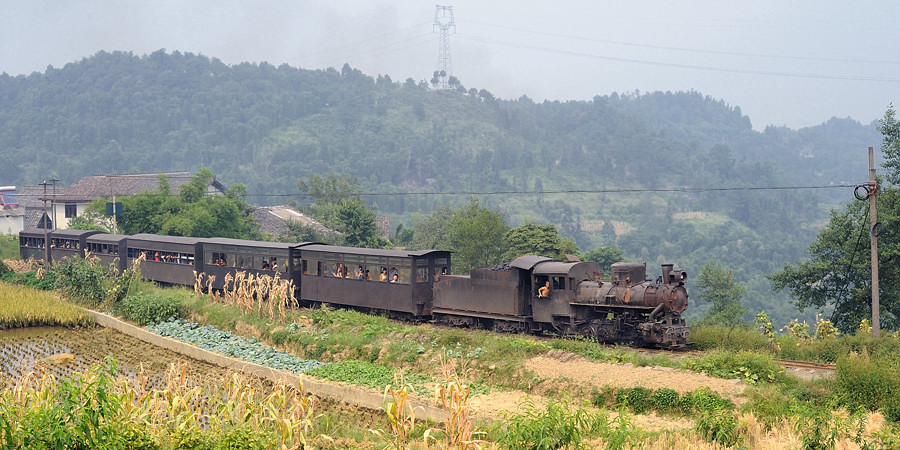
菜子壩駅と仙人脚駅間の旅客列車。先頭はC2-10機関車

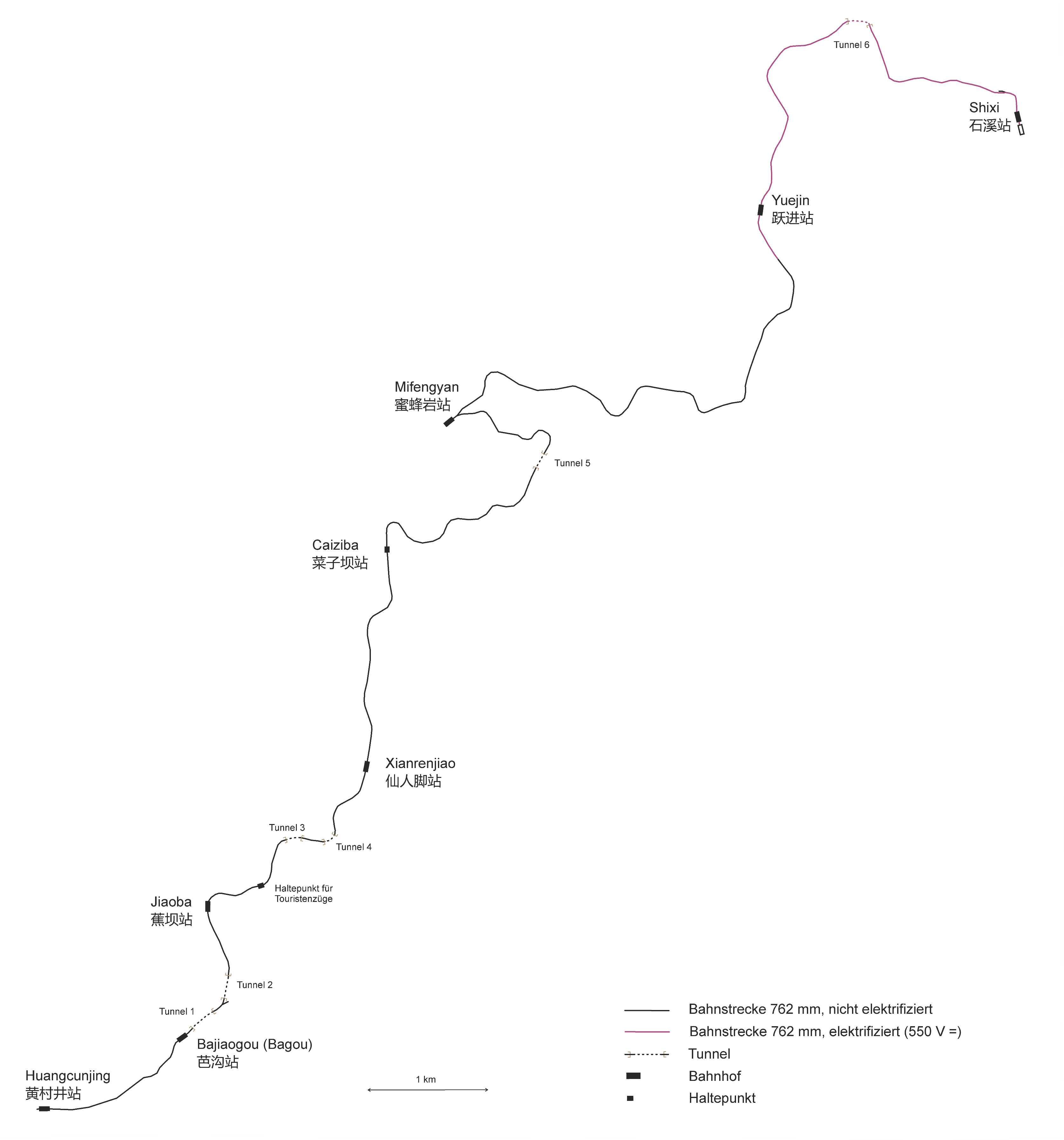
運行路線図

嘉陽炭鉱鉄道（かようたんこうてつどう）は中国四川省楽山市犍為県にある狭軌鉄道である。

## 呼称
各国ともに様々な呼び名を持ち、一定しない。

### 中国での呼称
嘉陽小火車（嘉阳小火车）あるいは四川小火车と呼ばれるのが一般的であるが、通告など公式文書では芭石铁路も使用される。芭石とは路線の両端に位置する集落「芭蕉溝」と「石渓」を結ぶ意味。ちなみに2007年、四川省文物保護単位300号として、車両と線路を一括し嘉阳小火车及芭石窄轨铁路と登録されている。

### 日本での呼称
テレビ番組や雑誌媒体では芭石鉄道、芭石鉄路と紹介される事が多い。他に石渓-黄村井鉄道、石板渓鉄道、芭石狭軌鉄道とも。

### 英語圏での呼称
石渓の旧称「石板渓」を由来とするShibanxi Railwayと呼ぶ事が多かったが、近年はJiayang Coal Railwayと呼ぶ例が増えている。

## 概要
四川嘉陽集団嘉陽煤鉱（四川嘉阳集团嘉阳煤矿、事業統合までの旧称は四川省嘉阳煤矿）が運営する地方鉄道である。元来、産出した石炭を輸送するために敷設された鉱山鉄道であったが、狭隘な地形に阻まれ道路建設が進まず、沿線住民の移動や物資輸送をも担うようになった。21世紀に入り、中国でも珍しい観光鉄道としての性質を強めつつ現在に至る。観光用車両の新製や水洗トイレ設置をはじめとするインフラ投資に加え、2010年末には楽宜高速道路開通で様相が一変し、日帰り可能な観光地として定着した。近年は国内公開映画の撮影ロケーションとしても頻繁に使用されている。

### 特徴
定期列車を蒸気機関車が牽引していることで特に有名であると同時に、中国の現存鉄道としては少数派の狭軌鉄道で、その中でも762mm軌間を採用しており、日本で言う軽便鉄道に近いことが挙げられる。狭軌鉄道が旅客列車を走らせる場合は中国国鉄における標準軌用車輛をそのまま縮小したような外観の客車を使用するのが通例であったが、当鉄道の在籍車はいずれも独自のスタイルで、他に類の無いものである。車輛の項にて後述するが、グループ企業の設備で蒸気機関車を製造することが可能であることも特筆できよう。

## 歴史
1938年に芭溝駅付近に炭鉱が開坑した。採掘された石炭は当時、軌間600mmの手押しトロッコにより、馬辺河畔の馬廟港に輸送され、そこからバージに積み込まれて他所へ輸送された。
輸送効率の向上のために、1958年に岷江河畔の石渓鎮までの長さ19.84キロメートル、軌間600mmの狭軌鉄道の建設が始まり、翌年12月に完成した。1960年に軌間が762mmに改軌された。また、途中の蜜蜂岩駅にスイッチバック構造も設けられた。
開設当初はトロッコで石炭と旅客の両方を運んでいたが、1960年代には客車も導入された。1975年には石炭輸送とは別に1日に6本の旅客専用列車も運行したが、現在は4本に減少した。
また、黄村井駅や蕉壩駅、躍進駅付近の炭鉱もこの鉄道を利用していた。2000年に躍進駅 - 石渓駅間は550V直流電化された。沿線に道路が建設されることになったことに加え、2003年には最後まで残った黄村井からの石炭輸送も停止したことから会社側は鉄道の廃止を打診したが、2004年にその観光資源としての価値を見出した地元政府の要望により廃線を免れた。2010年には中国の国家文化遺産に指定された。ちなみに地元利用者向けの運賃が0.5元であるに対し、観光客向けの運賃は80元（往復140元）である。
2016年12月、石渓 - 躍進間の電化区間における電気機関車牽引の貨物列車が運行を停止した。2018年現在、架線は切断されているとの複数の報告がある。

## 運行
1日5往復の旅客列車は片道75分で全線を運行する。通常の編成は普通車の他に1つまたは2つの観光客車を付け加えるが、観光客車のみの特別車両も観光客の予約があれば対応できる。機関車は全線C2形蒸気機関車による牽引が基本である。給炭作業は躍進駅で行う。

### 普通列車（普通客运）
旧型客車、荷物車で編成される（便によっては観光客車が連結される）。沿線道路開通前は7～8両の旧型車が連なって走行する姿を見ることができたが、現在は3～4両程度で運転されるのが通例となっている。石渓 - 黄村井の全区間通しの運転となる（観光客車は躍進で増解結される）。

### 観光列車（观光专列）
観光客車のみで編成され、躍進 - 芭溝間を往復する。オフシーズンは最短で1両のみ、最大でも4両程度の編成長に留められるのが通例（稀に6両編成）。
前述の通り観光客車への乗車は割高な料金が適用される一方で、列車で移動しても走行中の列車を写真撮影することができるよう、最大2か所の撮影地点でフォトランを行うことが特筆される（段家湾には菜の花開花時期のみ停車する模様）。乗客を乗降所にて下ろした後に列車は一旦バック、常設の撮影地点に乗客が移動した頃を見計らって発車し、再び乗降所で待機する。ただし復路便では実施しない。
- 2017年現在、観光列車の乗客は撮影地を除き、基本的に途中駅での乗車・下車が出来ない。

### 時刻表（2017年冬）
| 往路                  | 往路         | 往路         | 往路         | 往路         | 復路   | 復路         | 復路         | 復路         | 復路         |
| 石渓                  | 躍進発車時刻 | 躍進発車時刻 | 躍進発車時刻 | 躍進発車時刻 | 黄村井 | 芭溝発車時刻 | 芭溝発車時刻 | 芭溝発車時刻 | 芭溝発車時刻 |
| 毎日                  | 平日         | 平日         | 土日         | 土日         | 毎日   | 平日         | 平日         | 土日         | 土日         |
| 普通                  | 普通         | 観光         | 普通         | 観光         | 普通   | 普通         | 観光         | 普通         | 観光         |
| 7:00                  | 7:15         |              | 7:15         |              | 8:20   | 8:25         |              | 8:25         |              |
|                       |              | 10:30        |              | 10:30        |        |              | 12:00        |              | 12:00        |
| 13:00                 | 13:15        | 13:15        |              | 13:00        | 14:20  | 14:25        | 14:25        |              | 14:25        |
|                       |              | 15:00        |              | 15:00        |        |              | 16:30        |              | 16:30        |
| 16:30                 | 16:45        |              | 16:45        |              | 17:50  | 17:55        |              | 17:55        |              |
| 2017年11月 - 2018年春 |              |              |              |              |        |              |              |              |              |

参考として、2017年初頭（菜花節以前）の普通列車全駅時刻を示す。
|        | 石渓  | 躍進  | 月亮田  | 蜜蜂岩 | 菜子壩  | 仙人脚 | 蕉壩  | 芭溝  | 黄村井 | 方向 |
| ------ | ----- | ----- | ------- | ------ | ------- | ------ | ----- | ----- | ------ | ---- |
| 第一便 | 7:00  | 7:15  | 7:25頃  | 7:32   | 7:47頃  | 7:57   | 8:05  | 8:10  | 8:15   | →    |
| 第一便 | 9:35  | 9:20  | 9:10頃  | 9:03   | 8:48頃  | 8:38   | 8:30  | 8:25  | 8:20   | ←    |
| 第二便 | 13:00 | 13:15 | 13:25頃 | 13:32  | 13:47頃 | 13:57  | 14:05 | 14:10 | 14:15  | →    |
| 第二便 | 15:35 | 15:20 | 15:10頃 | 15:03  | 14:48頃 | 14:38  | 14:30 | 14:25 | 14:20  | ←    |
| 第三便 | 17:00 | 17:15 | 17:25頃 | 17:32  | 17:47頃 | 17:57  | 18:05 | 18:10 | 18:15  | →    |
| 第三便 | 19:35 | 19:20 | 19:10頃 | 19:03  | 18:48頃 | 18:38  | 18:30 | 18:25 | 18:20  | ←    |

## 沿線概況
芭溝 - 黄村井の一帯は深い谷底にあり、近年に至るまで周囲の崖に阻まれ道路建設が実現しなかった。そのため半世紀前の炭鉱街が当時に近い姿で残る。周囲の炭鉱が次々と閉山したため、過疎化が進み観光に頼らざるを得ないという一面もある。その他の区間は沿線のほとんどが農地とまばらな雑木林で占められ、特に竹が目立つ。二毛作が行われる棚田、狭い土地を活用した段々畑といった農村風景が車窓に広がる。ただし近年は過疎化の影響か、休耕田が急増している。
河川による浸食地形の斜面に張り付くように建設され、見通しの悪い急カーブが多い。躍進駅から最も標高の高い仙人脚駅までは、10.2kmの標高差が224ｍと、平均勾配は22パーミルに及ぶ。トンネルが6か所存在するが、橋梁は存在しない。

## 駅一覧
★印は躍進発の観光列車のみが停車する撮影地。
| 駅名     | 駅名            | 駅名             | 営業 キロ (km) | 海抜 (m) |
| 日本語   | 簡体字中国語    | 英語             | 営業 キロ (km) | 海抜 (m) |
| -------- | --------------- | ---------------- | -------------- | -------- |
| 石渓駅   | 石溪站          | Shixi            | 0.00           | 364      |
| 躍進駅   | 跃进站          | Yuejin           | 4.40           | 378      |
| 月亮田駅 | 月亮田站        | Yueliangtian     | 7.40           |          |
| 蜜蜂岩駅 | 蜜蜂岩站        | Mifengyan        | 9.40           | 484      |
| 段家湾★  | 段家湾景点      | Duanjiawan       |                |          |
| 菜子壩駅 | 菜子坝站        | Caiziba          | 12.60          | 567      |
| 仙人脚駅 | 仙人脚站        | Xianrenjiao      | 14.60          | 602      |
| 亮水沱★  | 亮水沱景点      | Liangshuituo     |                |          |
| 蕉壩駅   | 蕉坝站          | Jiaoba           | 16.84          | 585      |
| 芭溝駅   | 芭沟(芭蕉沟）站 | Bagou(Bajiaogou) | 18.24          | 572      |
| 黄村井駅 | 黄村井站        | Huangcunjing     | 19.84          | 565      |

この他、2015年に躍進駅 - 月亮田駅間に信号所が新設されている。また、石渓 - 躍進間にはかつて停車場があり、希望する沿線住民は乗降することができた。

## 車両
歴史の項で述べたように、当初は手押しトロッコのみが使用されたが、後に蒸気機関車を導入した。四川嘉陽集団は傘下に機械修理製造会社をもち、1972年以降は蒸気機関車のボイラーをも製作する能力を保有し、更新を行っている。2016年時点に於いて走行している蒸気機関車のうち2両は内製であるとしている。

### 蒸気機関車
改軌後はより大型なZM16-4-C2（以下、C2形と略す）蒸気機関車が導入され、今も主力として使用されている。
2011年には07、08、09、10、14号機の稼働が確認された。
2016年には07、10、16、17、18号機が確認された。
2018年には 08、16、17、18、19号機が確認されている。
- 8号機 - 彭白線（2003年運転停止）[注釈 9]で使用されたC2形を2006年導入。
- 16号機 - 8号機と同様の元彭州機。なお、8号機・16号機と共に複数導入されたスロープバックテンダー車が、既存機の箱型テンダー車を置き換えている[16]。
- 17-18号機 - 2015年に追加。ボイラーは系列企業による新製。登場時より彭州機由来のスロープバックテンダー仕様。
- 19号機 - 2017年に追加された。ボイラーと台枠は新製、前照灯ケースが六角形と特徴的である[9]。

#### 電気機関車
21世紀初頭に導入された凸型機関車の他、後述する猿児車を牽引するバッテリーロコが存在している。
- ZL14-7電気機関車 - 躍進 - 石渓間における石炭輸送を担うべく2000年に3台購入された。2016年末以降は運転を停止している[2]。

#### 内燃機関車
- SJ380A型ディーゼル機関車 - 1991年に2両就役。故障が続発し1996年に引退。蜜蜂岩駅と芭溝駅構内に廃車体が展示されている。
- C2形蒸気機関車を模したディーゼル機関車[注釈 9]1両が新製、2017年12月より導入された[3]。今後も増備が計画されている。

### 貨車
開通当初に使用されたトロッコは、簡単なフレームの上に竹籠を載せたもので、のちに木製のものを経て鋼製の5トン二軸車に代わった。現在見ることができるのは全て鋼製ホッパー車である。
その他に、3軸の無蓋車とフラットカーが存在する。

### 旧型客車
どちらも下降窓を備えるがガラスが無く、閉じると視界が完全に遮られる。各車両とも中央片側（石渓駅基準で岷江側）にのみ手動ドアを備える。妻面は完全に封鎖されており、車両間を移動することはできない。濃緑色で塗装されているが、近年になってドア側に黄色の帯が入るようになった。
- 二軸車 - 観光鉄道化まで当鉄道の主力車で、窓の大きさなどに若干の個体差がみられる。車内はいわゆるロングシートで、ドア横の車掌席には手動ブレーキのハンドルが装備されている。
- 荷物車  - ボギー台車装備の4軸車。豚などの家畜が積み込まれる場合に備え、車内には簡単な仕切りがある。

### 観光客車
観光鉄道化に伴い導入された。製造時期によって形態が異なるが基本的な仕様は概ね共通している。
いずれもボギー車で、車内はクロスシート。バス用を転用したとみられる透明窓が装備され、横方向に開けることもできる。妻面は非貫通であるものの、開閉可能な窓が装備されている。導入当初は塗色がまちまちであったが、現在は濃緑色に黄色の帯を巻いた出で立ちである。（中国国鉄客車の新標準色に近い）
以下に用いる〇次車という表現は説明の便宜上のもので、正式な区分名称ではない。
- 1次車 - 登場時の塗色は茶色で、非冷房。車端部側面のドアから乗車するタイプと、開放デッキから乗車するタイプがある。座席数37[18]。
- 2次車 - 車端部の独立電源により空調を装備。デッキ仕様は存在しない。登場時は明るい青色。
- 3次車 - 2016年に新製。登場時より緑色であるが、従来車よりも色調が明るい[9]。
- 4次車 - 2018年に発表された。車内には案内用液晶モニターが設置されている[19]。

### 猴児車（猴儿车）
観光列車が芭溝駅折り返しとなり、代わりに末端区間の観光客輸送用に導入された。簡易な柵で囲われた2軸車で、座席は無い。楽山市沙湾区に存在した沫江煤電の通称鳥かご列車に近い。

### 霊柩車
沿線道路が開通するまで、本鉄道には沿線住民の遺体を当鉄道で輸送する習慣が存在した。そのために車番0の霊柩車が存在し、普通列車の最後尾に連結される。通常の二軸車より一回り小さく、車端に設けられた遺族乗降用ドアの他、側面中央部に横長の開口部をもち、遺体を寝かせた姿勢のままで安置することができる。遺族は発車時に駅ホームで爆竹を鳴らし、走行中は道教の習俗に従って車窓から紙銭を撒いた。

### その他
長らく朝顔型連結器が使用されていたが、2017年から自動連結器を装備した車両が登場している。

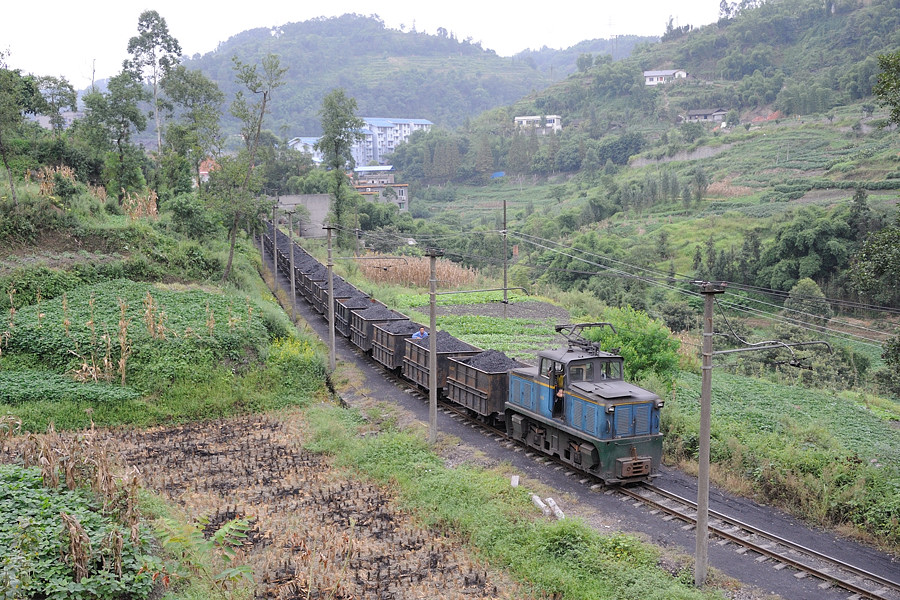
躍進駅と石渓駅間のZL14-7 003、2011年
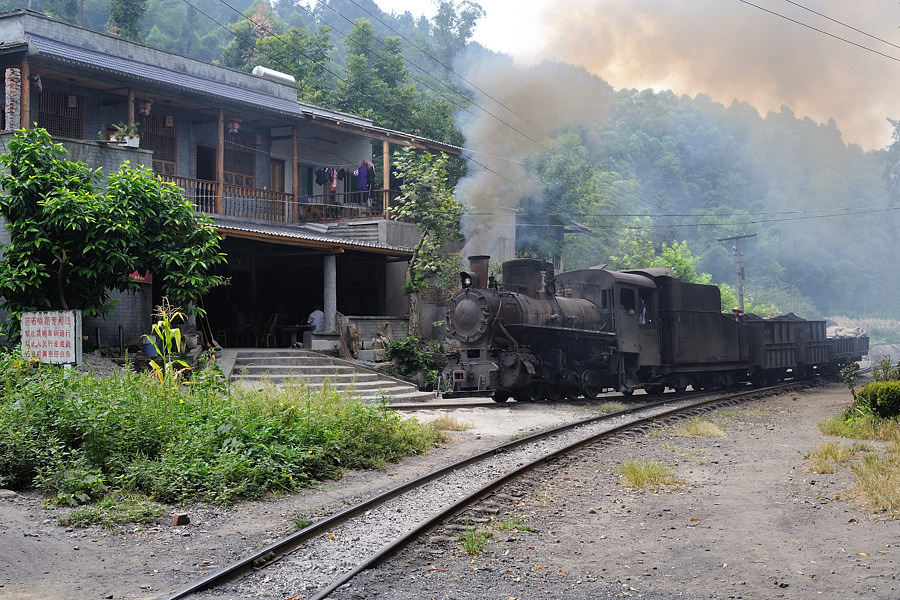
蜜蜂岩駅のスイッチバック構造とC2-07機関車、2011年
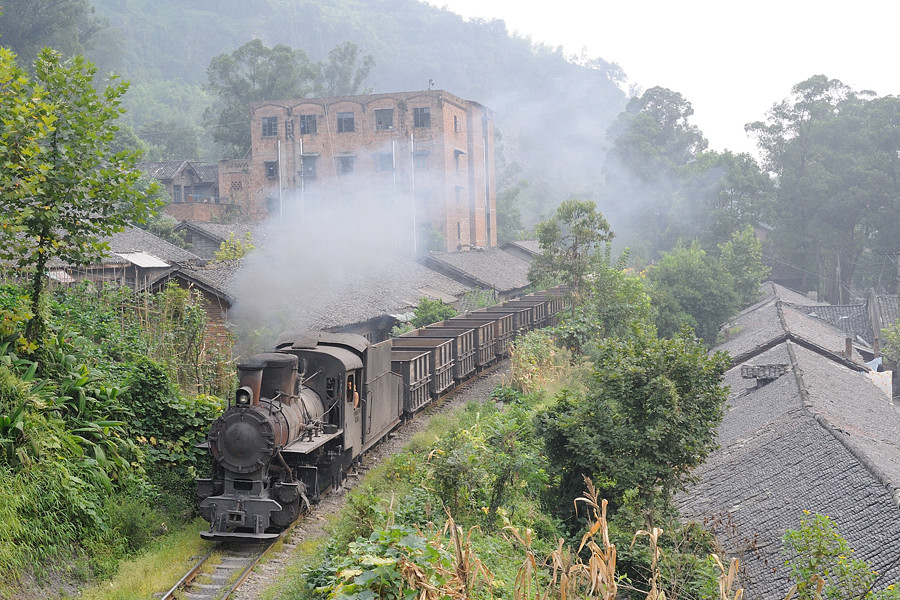
芭蕉溝駅付近のC2-07機関車と空の石炭車、2011年

## メディア
- NHK総合 地球ドラマチック「幸せ運ぶ蒸気機関車～中国・四川省　小さな鉄道と村人たち」（ドイツ・中国制作）2017年5月9日放送
- NHK BSプレミアム　世界SL紀行「中国・四川省～芭石鉄道～」 2017年11月2日放映　他
- NHK DVD「SLミニ図鑑」海外編 2008年9月26日発売 竹書房 JAN 4985914755177